# Buschiri bin Salim

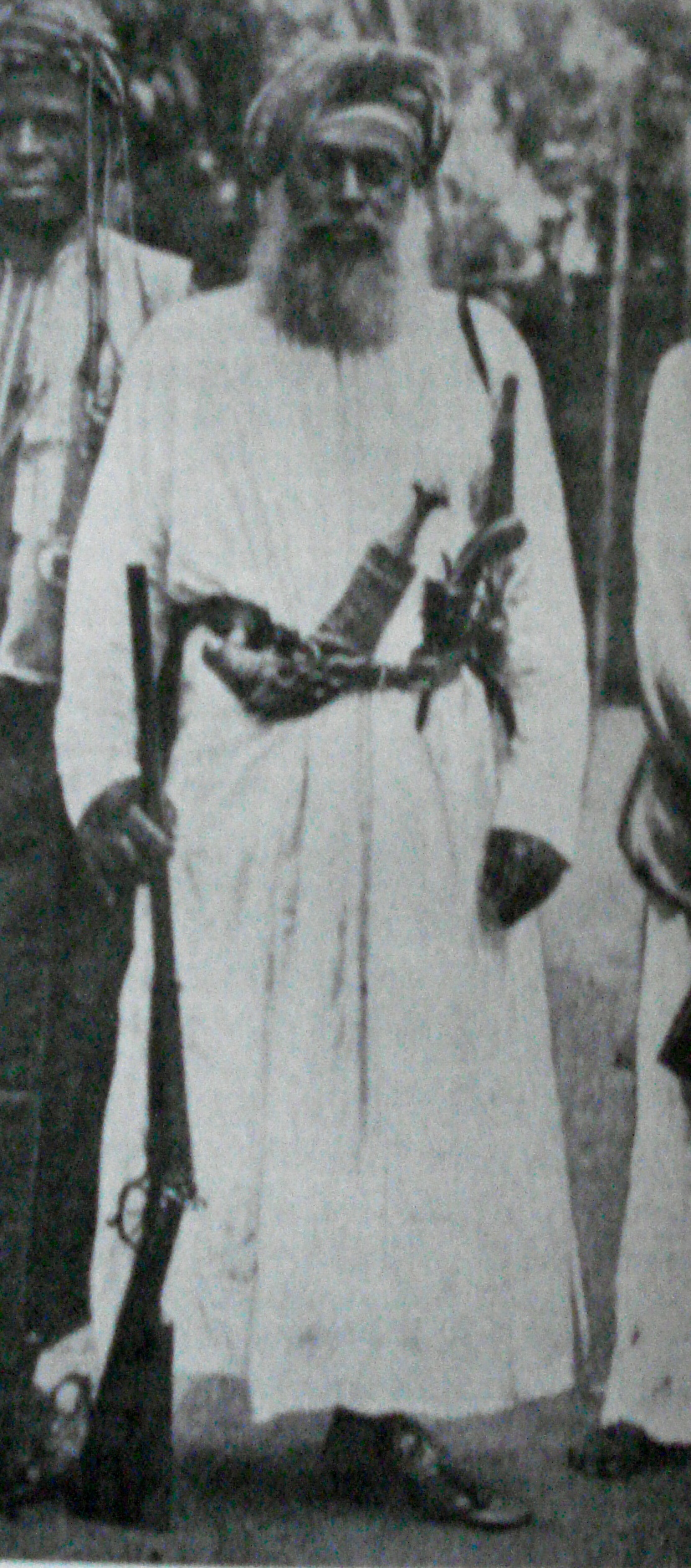
Buschiri bin Salim um 1888

Buschiri bin Salim, wahrscheinlich richtiger Abushiri ibn Salim al-Harthi († 15. Dezember 1889), war einer der Anführer des Aufstandes der Küstenbevölkerung des sansibarischen Festlandsstreifens (im heutigen Tansania) gegen die Machtübernahme durch die Deutsch-Ostafrikanische Gesellschaft im Jahre 1888.
Buschiri „hatte gegen die Mirambo gekämpft, bevor er sich als einer der sklavenhaltenden Zuckerpflanzer im Mündungsgebiet des  Pangani“ (am Indischen Ozean zwischen Daressalam und Tanga) niederließ. Er wurde zur Gruppe der Küstenaraber gezählt; sein Vater war Araber omanischer Abstammung, die Mutter gehörte zum Volk der Galla. In den zeitgenössischen Berichten etwa des Koloniallexikons oder Wissmanns Bericht an die deutsche Regierung wird seine Sklavenhaltung nicht erwähnt. Die Einmischung der Briten und Deutschen in den Sklaven-, Elfenbein- und Kautschukhandel sowie ihr Verhalten in den Moscheen hatten bereits für Unmut gesorgt.
Im August 1888 beteiligte sich Buschiri am Aufstand, der in Pangani gegen die Deutsch-Ostafrikanische Gesellschaft losbrach. Er wurde schnell zum Führer der Bewegung im nördlichen Küstenstreifen zwischen dem britischen Gebiet und Daressalaam. Die Bewegung war anfangs erfolgreich und führte schließlich zum Zusammenbruch der Herrschaft der Kolonialgesellschaft. Dadurch sah sich die deutsche Regierung zum Einschreiten veranlasst. Der Einsatz deutscher Regierungstruppen, einschließlich eines Kreuzergeschwaders unter Konteradmiral Deinhard auf der Kreuzerfregatte Leipzig, hatte dann sukzessive die Niederlage des Aufstandes zur Folge.
Die deutschen Befehlshaber, Konteradmiral Deinhard und Reichskommissar Wissmann, schlossen Waffenstillstandsabkommen mit Buschiri ab, die aber keinen Bestand hatten. Buschiri selbst nahm mehrfach Europäer gefangen, die er nach Verhandlungen und Lösegeldzahlungen jeweils wieder freiließ. Prominenteste Gefangene waren 1888 der renommierte deutsche Afrikaforscher Hans Meyer (der im Jahr darauf als erster Weißer den Kilimandscharo bezwang) und sein Gefährte Oskar Baumann, die erst nach Zahlung von 10.000 Rupien und unter Verlust ihrer kompletten Expeditionsausrüstung freikamen.
Buschiri überfiel 1888 während des Waffenstillstandes das Dorf Kaule bei Bayamoyo, fing einen schwarzen Maurer, welcher an der Station Bayamoya mitgearbeitet hatte, und schickte ihn mit abgehauenen Händen und der Aufforderung, nun weiter den Deutschen zu helfen, an Wissmann, dem er einen schönen Gruß bestellen ließ.
Nachdem Buschiri, militärisch bereits geschlagen, auf dem Wege nach Mombasa von afrikanischen Gegnern gefangengesetzt und dem deutschen Militär übergeben wurde, wurde ihm ein kurzer Prozess vor einem Kriegsgericht gemacht und er wurde am 15. Dezember 1889 öffentlich gehängt.